# ناحیه مدینه
ناحیه مدینه (به عربی: منطقة المدینة) یک منطقهٔ مسکونی در اردن است که در استان امان واقع شده‌است.